# Aplocheilichthys johnstoni
Aplocheilichthys johnstoni е вид лъчеперка от семейство Poeciliidae. Видът не е застрашен от изчезване.

## Разпространение и местообитание
Разпространен е в Ангола, Ботсвана, Демократична република Конго, Замбия, Зимбабве, Малави, Мозамбик, Намибия, Танзания и Южна Африка.
Обитава сладководни басейни, лагуни, реки и потоци.

## Описание
На дължина достигат до 8,5 cm.